# Dakání
Dakání (srbsky дакање, dakanje) je označení jazykové konstrukce v srbštině nahrazující tvar slovesa v infinitivu. Má podobu spojení částice da („ať, že, aby“) + sloveso v 1. os. sg. prézentu. Krom srbštiny je vlastní některým jazykům tzv. balkánského jazykového svazu – obdobnou konstrukci používá také bulharština, makedonština, řečtina a albánština. Dakání se také vyskytuje v chorvatštině, jíž je ovšem tento jev cizí, pronikl do ní díky existenci jednoho společného jazykového standardu a kulturní výměně v rámci socialistické Jugoslávie; nově vzniklý standard chorvatský se tomuto jevu brání a považuje jej za nespisovný.

## Srbština
Příklady
- hoću da radim („chci ať dělám“) namísto hoću raditi („chci dělat“)
- idem da jedem („jdu abych jedl“) namísto idem jesti („jdu jíst“)

V srbském standardním jazyce se tento – původně hovorový, nespisovný – tvar používá ve stejné míře jako běžný infinitiv. Některá nářečí na východě země, která jsou v mnohem větší míře integrována do balkánského jazykového svazu, jej však používají výhradně, ba dokonce v případech, kdy se s ním lze setkat jen výjimečně (např. v jednoduchém budoucím čase).

## Další jazyky
Pod vlivem srbského jazyka tento gramatický rys proniká i do banátské češtiny, kterou používají občané české menšiny v Srbsku např. v městech Kruščice nebo České Selo.